# Bulletin scolaire
 (juin 2021).

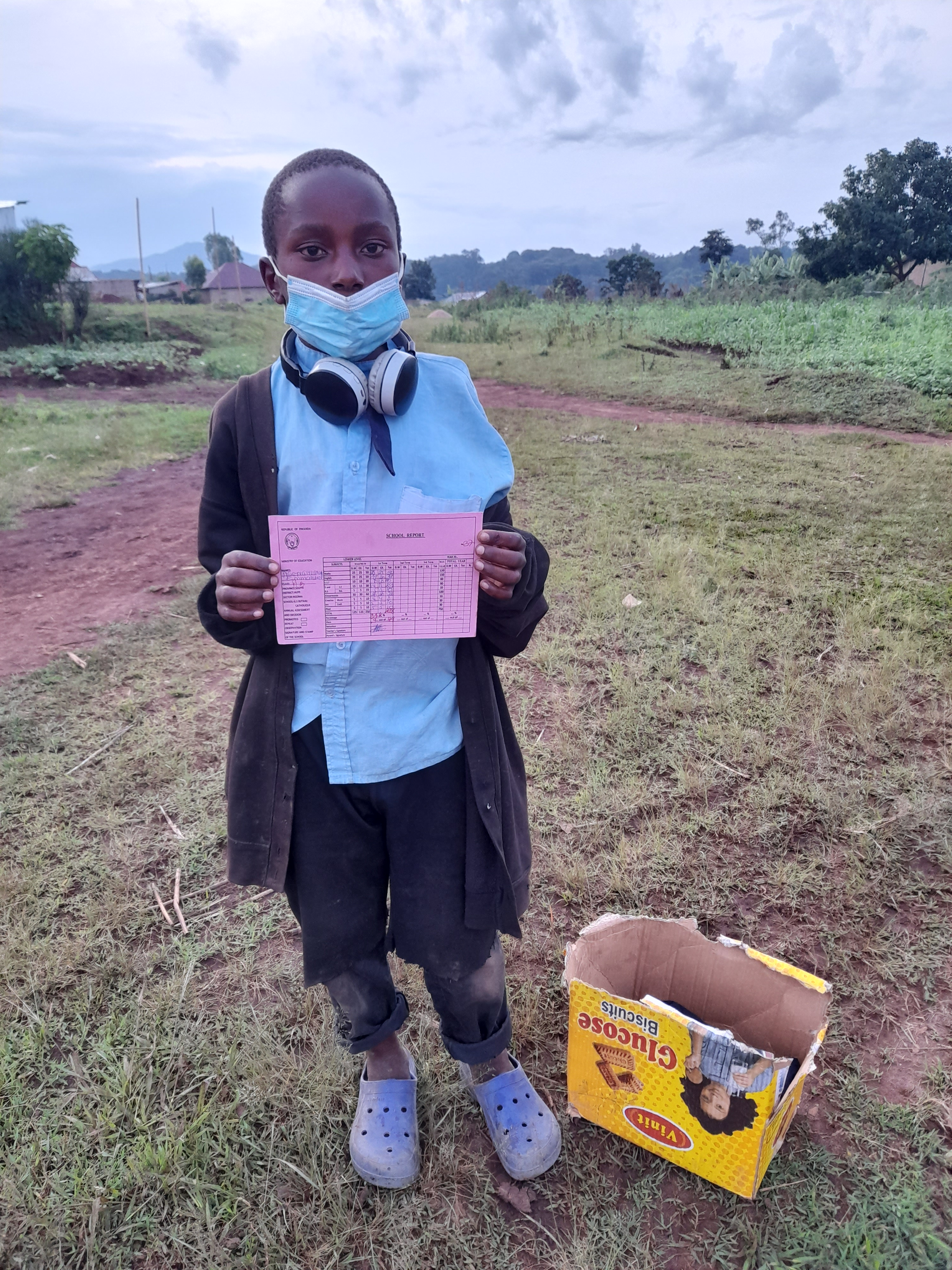
Au Rwanda, un enfant des rues montre son bulletin scolaire.

Le bulletin scolaire ou bulletin de notes est un document officiel édité sur logiciel de vie scolaire par les collèges et lycées. Traditionnellement communiqué aux élèves et à leurs responsables légaux par courrier à l'issue du conseil de classe, il a pour but de synthétiser sur une seule page les résultats obtenus par chaque élève sur une période précise (trimestre ou semestre). Unique à chaque élève, le bulletin est notamment exigé lors de certaines démarches administratives : changement d'établissement, candidature à une formation post-baccalauréat... 
Le bulletin est toujours composé de trois parties distinctes : l'en-tête (coordonnées de l'établissement, année scolaire, classe, identité de l'élève), le corps (matières, moyennes et appréciations) et le pied de page (appréciation globale, vie scolaire, vœux et décisions d'orientation, cachet de l'établissement).
Les informations figurant sur le bulletin scolaire varient en fonction des paramétrages effectués par les établissements, mais on y trouve le plus souvent, pour chaque matière :
- Le coefficient ;
- La moyenne de l'élève ;
- La moyenne de la classe ;
- Les moyennes hautes et basses ;
- Les appréciations.

Outre les résultats scolaires, le décompte des absences et retards est également mentionné.
Ces informations doivent permettre d'évaluer de manière objective le niveau de l'élève, son comportement ainsi que son positionnement par rapport à sa classe. Ainsi, lors des délibérations, le président du conseil de classe apprécie la valeur des résultats obtenus et rédige l'appréciation globale, tout en émettant un avis décisif (favorable, réservé ou défavorable) sur les vœux d'orientation de l'élève. Les bulletins sont ensuite édités en deux exemplaires : un pour la famille, et un autre destiné au dossier scolaire de l'élève. 
À l'université, les bulletins scolaires n'existent pas : il s'agit en fait de relevés de notes. Ces relevés, à l'instar des bulletins, reprennent le programme des enseignements suivis par l'étudiant et lui sont uniquement communiqués à l'issue des délibérations, après chaque session d'examens.  